# ジャスティン・レヴェンス
ジャスティン・レヴェンス（Justin Levens、1980年4月18日 - 2008年12月17日）は、アメリカ合衆国の男性総合格闘家。ペンシルベニア州フィラデルフィア出身。CSW所属。

## 来歴
15歳からマルコ・ファスの下で総合格闘技を始め、高校卒業後はアメリカ海軍に入隊した。
2004年5月30日、プロ総合格闘技のデビュー戦を迎え、ヘクター・カリーロにTKO勝利し白星デビューを果たした。
2005年はズッファ買収以前のWECに出場。トニー・ロペス、ジョルジ・オリヴェイラに勝利し、デビュー戦からの連勝を7に伸ばした。
2006年1月13日、WEC 18の世界ライトヘビー級タイトルマッチでスコット・スミスにKO負けし、プロ初黒星となった。4月15日、UFC 59でUFC初出場を果たすも、エヴァン・タナーに三角絞めで一本負け。続くUltimate Fight Night 5ではジョルジ・サンチアゴにKO負けし、UFCからは離脱した。
2007年はIFLと契約、師であるマルコ・ファスがコーチを務めるサザンカリフォルニア・コンドルズの一員として出場するも、ウラジミール・マティシェンコらに3連敗を喫する。最後の試合となった10月18日のPFCでも一本負けに終わった。
2008年7月19日には新興団体Afflictionの旗揚げ大会Affliction: Bannedでレイ・リザマと対戦予定であったが、ドラッグテストで陽性反応が出たため出場停止処分を受けた。12月18日、カリフォルニア州の自宅で妻と共に死亡しているのが発見された。

## 戦績
| 総合格闘技 戦績 | 総合格闘技 戦績 | 総合格闘技 戦績 | 総合格闘技 戦績 | 総合格闘技 戦績 | 総合格闘技 戦績 | 総合格闘技 戦績 |
| --------------- | --------------- | --------------- | --------------- | --------------- | --------------- | --------------- |
| 17 試合         | (T)KO           | 一本            | 判定            | その他          | 引き分け        | 無効試合        |
| 9 勝            | 7               | 2               | 0               | 0               | 0               | 0               |
| 8 敗            | 4               | 2               | 2               | 0               | 0               | 0               |

| 勝敗 | 対戦相手                     | 試合結果                   | 大会名                                                                | 開催年月日     |
| ×    | ケニー・エント               | 1R 2:15 三角絞め           | PFC 4: Project Complete                                               | 2007年10月18日 |
| ×    | ネイサン・ジェームス         | 5分3R終了 判定0-3          | IFO: Wiuff vs. Salmon                                                 | 2007年9月1日   |
| ×    | ブライアン・フォスター       | 1R 1:17 TKO（パウンド）    | IFL: Chicago                                                          | 2007年5月19日  |
| ×    | ウラジミール・マティシェンコ | 1R 3:53 TKO（パウンド）    | IFL: Los Angeles                                                      | 2007年3月17日  |
| ×    | リース・アンディ             | 4分3R終了 判定0-3          | IFL: Oakland                                                          | 2007年1月19日  |
| ○    | ブライアン・ウォーレン       | 1R 2:53 TKO（パンチ連打）  | Beatdown in Bakersfield                                               | 2006年11月17日 |
| ○    | ジャスティン・ハウズ         | 1R 1:28 TKO（肘打ち）      | WEC 24: Full Force                                                    | 2006年10月12日 |
| ×    | ジョルジ・サンチアゴ         | 1R 2:13 KO（膝蹴り）       | Ultimate Fight Night 5                                                | 2006年6月28日  |
| ×    | エヴァン・タナー             | 1R 3:14 三角絞め           | UFC 59: Reality Check                                                 | 2006年4月15日  |
| ×    | スコット・スミス             | 1R 1:58 KO（パンチ連打）   | WEC 18: Unfinished Business 【WEC世界ライトヘビー級タイトルマッチ】   | 2006年1月13日  |
| ○    | ジョルジ・オリヴェイラ       | 1R 3:41 KO（スラム）       | WEC 17: Halloween Fury 4 【ライトヘビー級王座決定トーナメント 1回戦】 | 2005年10月14日 |
| ○    | トニー・ロペス               | 1R 3:46 チョークスリーパー | WEC 15: Judgment Day                                                  | 2005年5月19日  |
| ○    | トッシュ・クック             | 1R 3:56 三角絞め           | Gladiator Challenge 35: Cold Fury                                     | 2005年3月13日  |
| ○    | エベール・サウリド           | 1R TKO                     | Total Combat 7                                                        | 2005年1月29日  |
| ○    | ミッチ・ネスター             | 1R 1:02 TKO（パンチ連打）  | Gladiator Challenge 33: Brutal Force                                  | 2004年12月12日 |
| ○    | ジェフ・ダウマム             | 1R 0:09 KO（キック）       | Gladiator Challenge 28                                                | 2004年6月22日  |
| ○    | ヘクター・カリーロ           | 1R 2:00 TKO（パンチ連打）  | Total Combat 3                                                        | 2004年5月30日  |